# Răduțești, Argeș
Răduțești este satul de reședință al comunei Ciomăgești din județul Argeș, Muntenia, România.